# Кавери
Кавери (енгл. Kaveri/Cauvery) је река која протиче кроз Индију. Дуга је 805 km. Улива се у Бенгалски залив.